# Konstantínos Kaváfis
Konstantínos Kaváfis (en griego Κωνσταντίνος Πέτρου Καβάφης, Konstantinos Petrou Kavafis. Alejandría, Egipto; 29 de abril de 1863 – 29 de abril de 1933) fue un poeta griego, una de las figuras literarias más importantes del siglo XX y uno de los mayores exponentes del renacimiento de la lengua griega moderna.

## Biografía
Cavafis fue el último de los ocho hijos de una familia griega originaria de Constantinopla (actual Estambul, Turquía), que había emigrado a Alejandría para el desarrollo de un negocio dedicado a la exportación de algodón egipcio y a la importación de paño inglés. Los éxitos comerciales del padre permitieron a la familia  disfrutar de una vida burguesa entre las élites extranjeras alejandrinas.
La temprana muerte del cabeza de familia obligó a su madre (Jariclía, Χαρίκλεια) a emigrar a Liverpool buscando la protección económica de uno de los hermanos de su marido. Tras siete años en Gran Bretaña y tras la quiebra del negocio familiar en aquel país, se vieron obligados a regresar a Alejandría, donde ya nunca la vida familiar volvería a disfrutar el nivel que tuvo en los tiempos en que el padre vivía.
En 1882 tras el bombardeo inglés sobre Alejandría (para sofocar revueltas populares contra los extranjeros, y que convertirían a Egipto, a partir de ese momento, en un protectorado encubierto de Gran Bretaña), los Cavafis se vieron obligados a desplazarse a Constantinopla durante tres años, etapa en la cual todas las fuentes apuntan que Constantino tuvo sus primeras relaciones homosexuales con uno de sus primos.
Tras el regreso definitivo a Alejandría (ciudad que, a excepción de tres salidas cortas, ya nunca abandonaría hasta su muerte) Constantino comenzó a trabajar como funcionario de la Tercera Sección de Riegos del Ministerio de Obras Públicas egipcio (donde permanecería treinta años, siempre sin alcanzar un puesto fijo debido a su nacionalidad griega), ocupación que compartiría, durante algún tiempo, con algunas gestiones como corredor de bolsa.
Por deseo propio, nunca llegó a publicar un libro con sus poemas. Únicamente, por iniciativa personal, mandó imprimir dos libretos con algunos de sus poemas. Uno, en 1904, conteniendo 12 poemas, y un segundo, en 1910, en el que ampliaba el número a 27. Él mismo se encargaba de distribuir dichos libretos sólo a quien consideraba que podía entender su obra. Asimismo, de vez en cuando imprimía hojas sueltas con alguno de sus poemas, que luego distribuía discrecionalmente a quien pensaba que era digno de leerlos. Aun así, su nombre terminaría por darse a conocer, inicialmente en el ámbito de la cultura griega y más tarde, gracias a la difusión de su obra que en Gran Bretaña hizo E. M. Forster (quien conoció al poeta en 1917, al ser destinado a Alejandría, como funcionario de la Cruz Roja durante la Primera Guerra Mundial), por todo el mundo occidental. Forster, Arnold J. Toynbee y T. S. Eliot estuvieron entre los primeros promotores de Cavafis en el mundo de habla inglesa antes de la Segunda Guerra Mundial.
Una nota biográfica escrita por Cavafis dice lo siguiente:

Soy de ascendencia de Constantinopla, pero nací en Alejandría, en una casa de la calle Seriph; Me fui muy joven y pasé gran parte de mi infancia en Inglaterra. Posteriormente visité este país siendo adulto, pero por un corto período de tiempo. También he vivido en Francia. Durante mi adolescencia viví más de dos años en Constantinopla. Han pasado muchos años desde la última vez que visité Grecia. Mi último empleo fue como empleado en una oficina gubernamental dependiente del Ministerio de Obras Públicas de Egipto. Sé inglés, francés y un poco de italiano.

A finales de 1932 le diagnosticaron cáncer de laringe. Tras una traqueotomía realizada en el Hospital de la Cruz Roja de Atenas, moriría en Alejandría el 29 de abril (coincidente con el día de su nacimiento) de 1933. Está enterrado en el cementerio griego de Chatby, en su ciudad natal, junto a su madre y seis de sus hermanas.
Es uno de los poetas más famosos de la Grecia moderna. Y como señala Marguerite Yourcenar en el prefacio a su traducción de los poemas de Cavafis, "es también uno de los más grandes, el más sutil en cualquier caso, el más nuevo quizás, el más nutrido hasta ahora por la sustancia inagotable del pasado".
Según Marguerite Yourcenar, “reconoció tempranamente su vocación de poeta, pero de su producción anterior a los cincuenta años sólo conservó un pequeño número de poemas, de los cuales sólo algunos se encuentran entre sus obras maestras. Cavafis sólo permitió que circularan unos pocos poemas raros durante su vida, insertados aquí y allá en revistas; su gloria, que llegó poco a poco, se alimentaba de hojas sueltas distribuidas con moderación entre amigos o discípulos; Esta poesía que sorprende a primera vista por su desapego, su casi impersonalidad, permaneció así, en cierto modo, secreta hasta el final, susceptible en todas sus partes de enriquecimiento y retoques, y beneficiaria de la experiencia del poeta hasta su muerte. Y sólo hacia el final expresó más o menos abiertamente sus obsesiones más personales, las emociones y recuerdos que a lo largo del tiempo, pero de manera más vaga y velada, habían inspirado y sostenido su obra".

## Obra

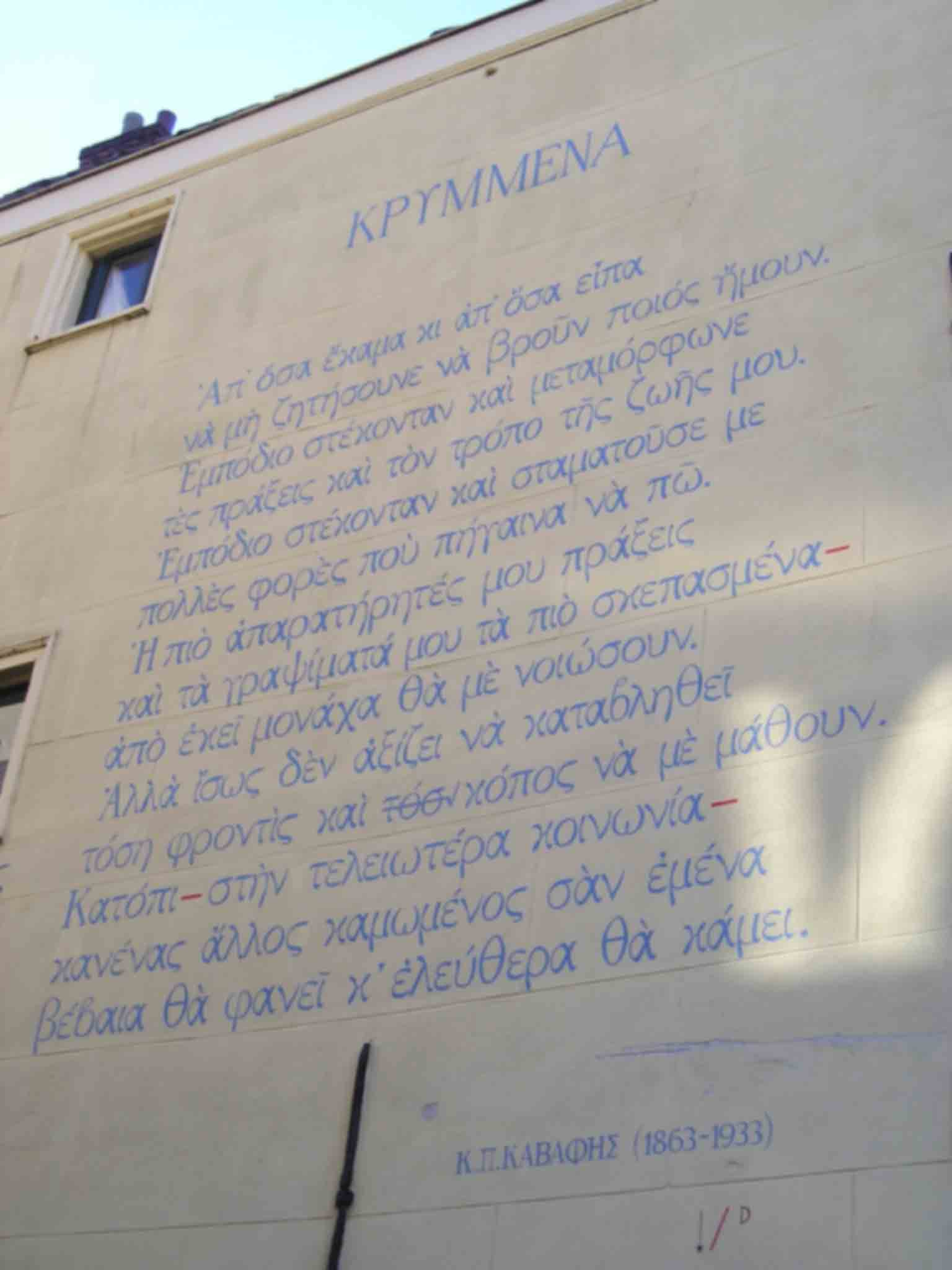
Poema de Cavafis en un mural en Leiden (Países Bajos).

La obra de Cavafis, desde unos inicios alimentados por la lectura de parnasianos y simbolistas franceses, es madura, exigente, habitada por una refinada cultura grecolatina y una subyacente ironía. Obra corregida sin cesar hasta la perfección (algunos poemas fueron elaborados por espacio de diez años), consta de ciento cincuenta y cuatro poemas que consideró acabados y forman la edición canónica, más cierto grupo de otras composiciones que a su juicio no habían encontrado todavía su forma definitiva. Interesado por la historia, Cavafis compuso con frecuencia poemas no sobre grandes momentos históricos, sino sobre las decadencias después de los mismos, como el famoso Esperando a los bárbaros, El dios abandona a Antonio o Ítaca, algunas de cuyas frases han pasado a ser proverbiales. También son muy leídos hoy sus poemas homoeróticos, que cantan las excelencias sensuales del amor furtivo, como "Recuerda, cuerpo...". Los mejores poemas de Cavafis concentran la experiencia humana de una forma intemporal y por ello ha influido notablemente a autores de la poesía de la experiencia, como Jaime Gil de Biedma. Sus piezas históricas más inspiradas pintan con gran fuerza cuadros realistas y decadentes de un pasado poco conocido y ciertamente fascinante: el oriente helénico, desde la antigüedad hasta el presente; los reinos griegos postalejandrinos, la sujeción a Roma, Bizancio, el ascenso del Cristianismo y la convivencia de lo pagano y lo cristiano. Demuestra que, como creían los griegos, la historia es cíclica, e insufla los sentimientos de la nostalgia y del miedo a lo desconocido en sus evocaciones. Posee el secreto de recrear la atmósfera cotidiana de los tiempos ya pasados.
En sus poemas homoeróticos, asoma la flaqueza y la debilidad que acecha en los peores momentos, la atracción sexual intensamente física ligada muchas veces al cristiano sentimiento de culpa y la impotencia ante el paso del tiempo.
El estilo de Cavafis rehúye conscientemente la retórica, pero muestra un distanciamiento grave e inteligente, solemne e irónico a la vez. Por sus poemas desfilan jóvenes chaperos ingenuos y deseables, personajes históricos contemplados en sus momentos de mayor humanidad, gentes anónimas de la calle y objetos vulgares y corrientes que de pronto adquieren un profundo valor simbólico, como por ejemplo las velas encendidas y apagadas que representan el curso de la vida.
El uso de la memoria es un aspecto reconocible de la poesía de Cavafis. Extrae sus temas del pasado, elegidos con una técnica hasta ahora desconocida, evacuando el contenido de los mitos, conservando sólo los nombres. Luego reestructura sus propios mitos, simulando una inmersión en la historia griega. Esta técnica sitúa la ficción del poeta en las proximidades de los mitos que supo forjar la tragedia antigua, muy alejada de la experiencia histórica. Los temas más marginales, los detalles que el relato deja de lado, la impresión insospechada de un encuentro, la intimidad de un pensamiento furtivo y las miradas tiernas y conmovidas al cuerpo humano, tal es su material de predilección. Lejos del sentimentalismo, erige un universo en el que el hombre experimenta su “corporeidad” en la escala de la eternidad. Marguerite Yourcenar comenta: “La reminiscencia carnal ha convertido al artista en dueño del tiempo; su fidelidad a la experiencia sensual da como resultado una teoría de la inmortalidad.
Según el escritor y traductor francés Michel Volkovitch: “Cavafis es el anti-Rimbaud: su desarrollo fue gradual y lento. Sus primeros poemas los escribió a la sombra de los parnasianos, Baudelaire, los simbolistas, Browning; Sólo llega a ser plenamente él mismo cuando ronda los cuarenta años, un poco como Proust, su contemporáneo. Publicó poco y como arrepentido, reelaborando incansablemente durante años ciertos poemas. No verá la primera edición completa de su obra, publicada poco después de su muerte.
En España su influencia es determinante en la obra de Jaime Gil de Biedma (1929-1990) y sus seguidores y, a partir de sus primeras traducciones al español, fue leído con fruición, sobre todo por los llamados poetas Novísimos, especialmente de José María Álvarez, poeta que realizó una de las primeras traducciones de su obra y en cuya poesía, además, se refleja una acusada influencia del poeta griego. Entre otros poetas españoles influenciados por la obra cavafiana, podemos citar Luis Antonio de Villena, Juan Luis Panero, Fernando Quiñones, Ramón Irigoyen o Luis Alberto de Cuenca. Se ha discutido mucho sobre la influencia de Cavafis en Luis Cernuda, con quien compartía homosexualidad, desprecio por la rima y por el lenguaje solemne, pero –en realidad y aún admirándolo- Cernuda conoció poco la obra del alejandrino.
Constantino Cavafis fue también una figura influyente en el novelista británico Lawrence Durrell, en cuyo Cuarteto de Alejandría es una presencia permanente. Su poema Esperando a los bárbaros fue fundamental en la concepción de la novela homónima del escritor sudafricano John Maxwell Coetzee.
Su obra no apareció publicada en griego hasta 1935 (edición que contenía los 154 poemas canónicos del autor, es decir, aquellos que él personalmente había decidido que se publicasen); aunque decenas de estos y algunos otros que decidió finalmente rechazar habían aparecido ya en diversas revistas de literatura tanto egipcias como griegas. Esos mismos poemas se publican traducidos por primera vez en inglés en 1951. También hay que mencionar una novela corta fantástica, A la luz del día, traducida al español recientemente en 2007.

## Ediciones en español y bibliografía
La primera edición en una lengua hispánica se debe a Carles Riba, quien tradujo al catalán alguno de sus poemas en 1962. Dos años después, en 1964, Elena Vidal y José Ángel Valente, vierten 25 de sus poemas al castellano, lo que constituye la primera traducción a nuestra lengua. Sus obras completas no serían traducidas al castellano hasta 1976, labor llevada a cabo por José María Álvarez.
- Veinticinco poemas de Constantino Cavafis. Versión de Elena Vidal y José Ángel Valente. Editorial Caffarena y León, Málaga, 1964.
- Diez poemas eróticos de Constantino Kavafis. Versión de Lázaro Santana. Inventarios Provisionales, Las Palmas, 1970.
- Constantino Kavafis. Poesías Completas. Versión de José María Álvarez. Editorial Hiperión, Madrid, 1976.
- Poemas completos. Versión de Juan Carvajal. Juan Pablos Editor, México, 1976.
- Poesía completa, trad. del griego de Pedro Bádenas, Alianza, Madrid, 1983.
- Poesías completas, trad. del inglés de José María Álvarez, Hiperión, Madrid, 1983.
- Obra poética completa, trad. del griego de Alfonso Silván, La Palma, Madrid, 1991.
- Cien Poemas, traducción de Franciso Rivera, Editorial Monte Ávila, Caracas, 1992
- Poemas, trad. del griego de Ramón Irigoyen, Barcelona, Seix Barral, 1994.
- Kavafis íntegro, trad. del griego por Miguel Castillo Didier, Quid Ediciones-Universidad de Chile, Santiago, 2003.
- Poesía completa, trad. del griego de Anna Pothitou y Rafael Herrera Montero, Visor, Madrid, 2003.
- Vicente Fernández González, La ciudad de las ideas: sobre la poesía de C. P. Cavafis y sus traducciones castellanas, CSIC, Madrid, 2001.
- Luis Antonio de Villena, Carne y tiempo. Lecturas e inquisiciones sobre Constantino Kavafis. Planeta, Barcelona. 1995
- Carlos Sanrune, Vuelve y tómame en la noche, poemas homoeróticos ilustrados de Constantino Kavafis. Esta es una obra multidisciplinar que incluye traducciones de 20 poemas eróticos de Kavafis, sus correspondientes ilustraciones y una biografía del poeta denominada El deseo y la memoria. In-Verso Ediciones de Poesía. Barcelona, 2013.
- Vicente Fernández González (ed.), Málaga, Cavafis, Barcelona. Málaga, Fundación Málaga, 2013.
- Poesía completa. Edición bilingüe y traducción de Juan Manuel Macías, Valencia, Pre-Textos 2015.
- A la luz del día. Trad. de Pedro Bádenas de la Peña, Málaga: Miguel Gómez Ediciones, 2007.
- Miguel Castillo Didier. Vida de Kavafis. Ediciones Universidad Diego Portales. Santiago, Chile. 2014.

## Museo

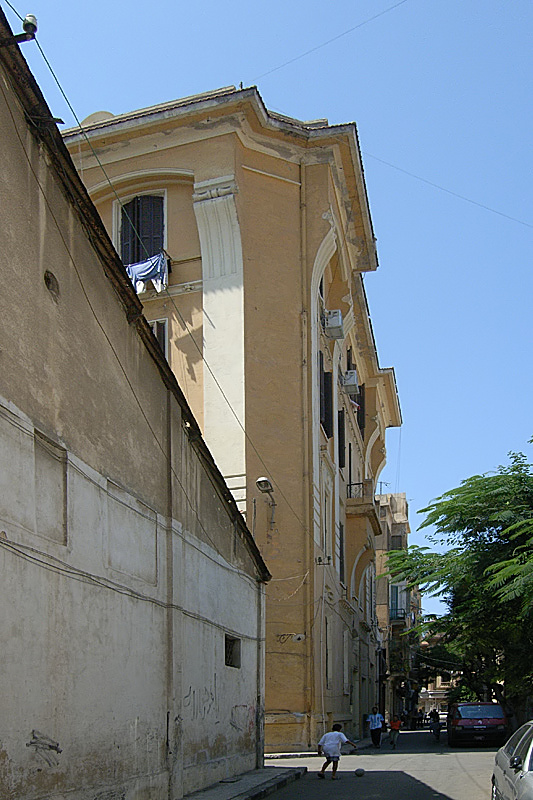
Casa-museo de Cavafis, Alejandría.

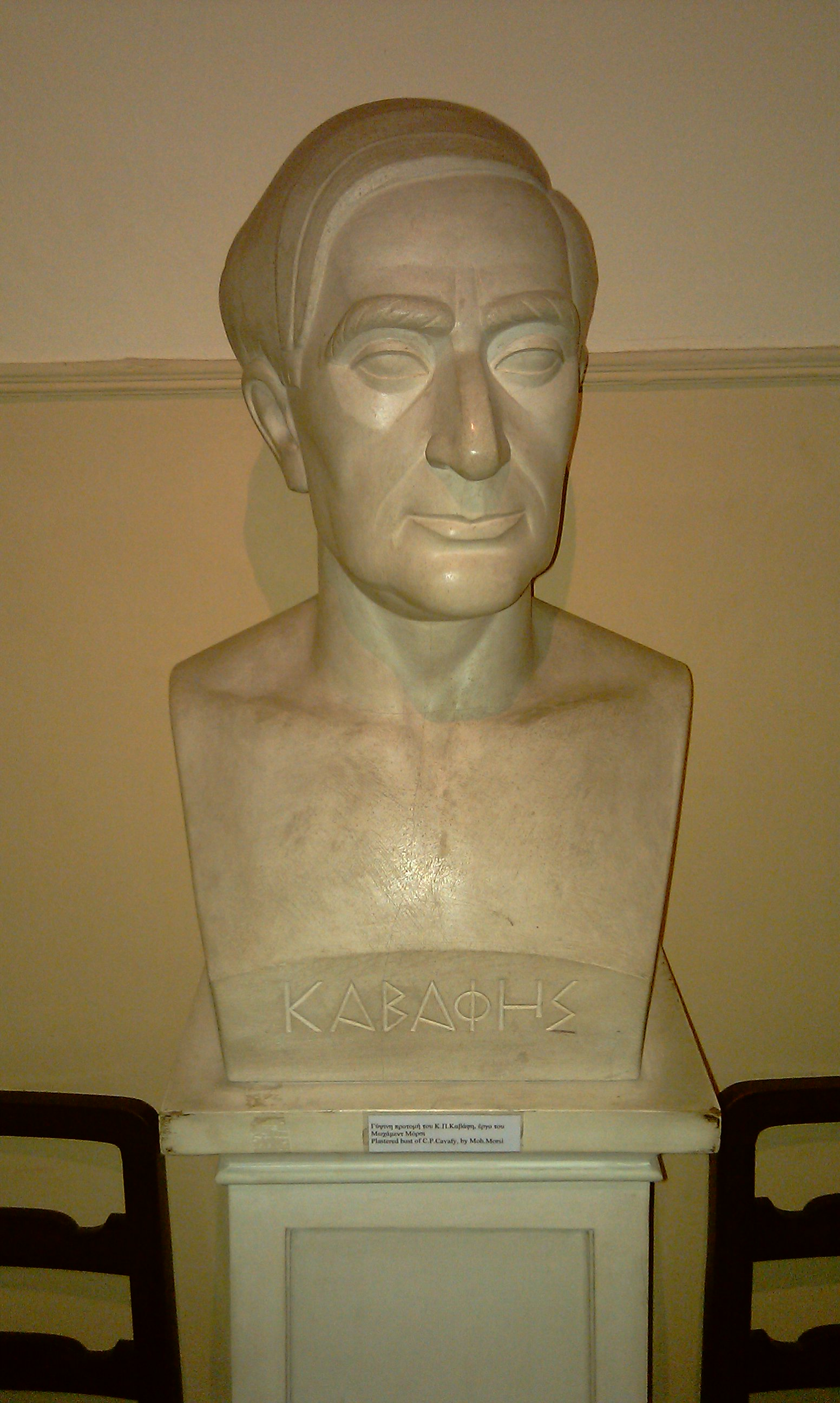
Un busto de Constantino Cavafis ubicado en su apartamento.

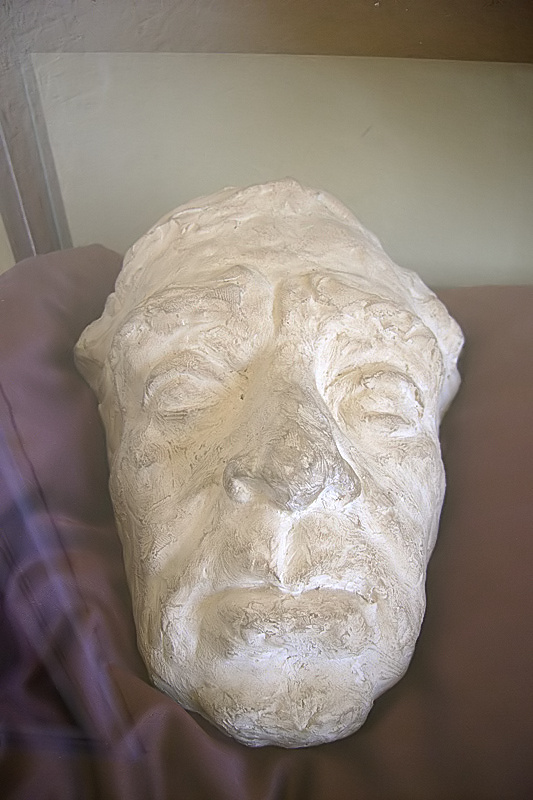
Máscara mortuoria de Cavafis.

El apartamento de Cavafy en Alejandría se ha convertido en un museo. El museo conserva varios de los bocetos y manuscritos originales de Cavafy, además de varias fotografías y retratos de y por Cavafy.

## Obras
Selecciones de los poemas de Cavafis aparecieron por primera vez sólo en panfletos, folletos impresos de forma privada y periódicos de gran formato durante su vida. La primera publicación en forma de libro fue "Ποιήματα" (Poiēmata, "Poemas"), publicado póstumamente en Alejandría, 1935.

## Relacionado con Cavafis
- La larga canción en catalán "Viatge a Itaca" (Viaje a Ítaca) de Lluís Llach está adaptada de Cavafis.
- Cavafy, película biográfica de Yannis Smaragdís, Grecia, 1996, distribución Accattone, Visa: 94406
- La canción Alexandra Leaving' de Leonard Cohen está inspirada en el poema El dios ha abandonado a Antonio.
- Ce qui reste de la nuit (Lo que queda de la noche), novela de Ersi Sotiropoulos (Stock, 2016), relata tres días que Cavafis pasó en París en 1897.
- Reviens et prends-moi (Vuelve y llévame), es un cortometraje dirigido por Franssou Prenant y estrenado en 2005.